# Bahnhof Seekirchen am Wallersee
Der Bahnhof Seekirchen am Wallersee ist ein Bahnhof in der Stadtgemeinde Seekirchen am Wallersee im Land Salzburg (Bezirk Salzburg-Umgebung) an der Westbahn in Österreich.

## Lage

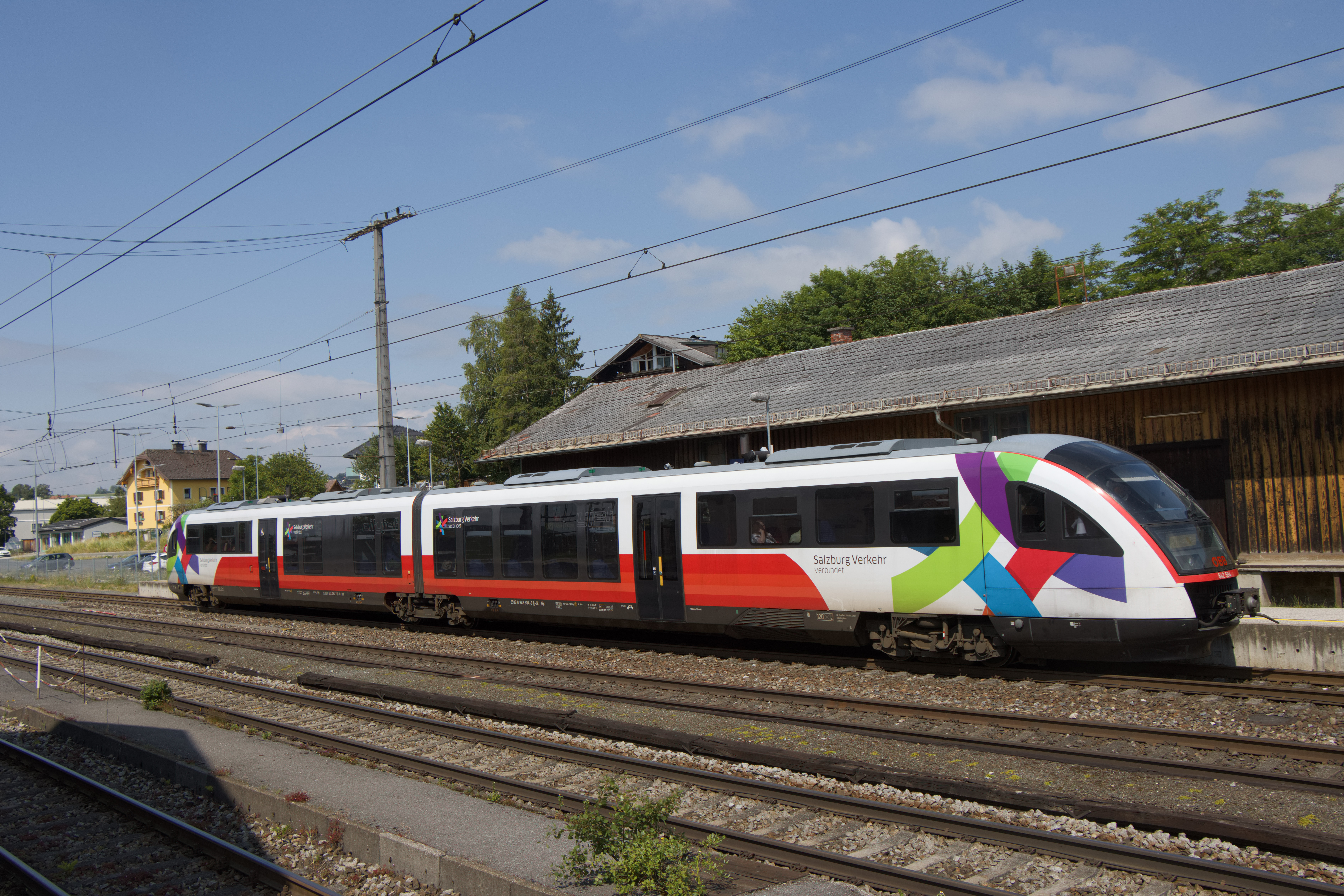
Triebwagen der Garnitur OEBB-4024 der S-Bahn Salzburg, Linie S2 (blaue Linie), zur Fahrt nach Salzburg Hbf im Bahnhof Seekirchen

Der Bahnhof liegt östlich des Stadtzentrums nächst dem Ortsteil Seewalchen und gehört zum Verbundgebiet des Salzburger Verkehrsverbunds (SVV). Er ist neben den Haltestellen Seekirchen am Wallersee Stadt und Wallersee einer von drei Bahnhaltepunkten im Stadtgebiet.

## Infrastruktur
Der Bahnhof hat automatisierte Fahrgastinformationssysteme (Monitore und Lautsprecher) und einen Fahrkartenschalter der ÖBB, in dessen Besitz der Bahnhof ist.
Der Bahnhof Seekirchen ist lediglich teilweise barrierefrei, es existieren ein Blindenleitsystem und Anlagen für akustische Ansagen, zudem ist er ohne Niveauunterschied erreichbar.
Das Aufnahmsgebäude steht unter Denkmalschutz (Listeneintrag).

## Anschluss
Bedient wird der Bahnhof durch die Linien
- S2 der S-Bahn Salzburg (Freilassing – Salzburg Hauptbahnhof – Straßwalchen (- Linz Hauptbahnhof))
- Regionalzüge R 2 und R 21 (Salzburg Hauptbahnhof – Friedburg)
- Regionalexpress REX 21 (Salzburg Taxham – Braunau am Inn)

Zudem gibt es Anschlüsse an Regionalbuslinien.